# Newton-nektármadár
A Newton-nektármadár (Anabathmis newtonii) a madarak (Aves) osztályának a verébalakúak (Passeriformes) rendjébe, ezen belül a nektármadárfélék (Nectariniidae) családjába tartozó faj.

## Rendszerezése
A fajt José Vicente Barbosa du Bocage portugál politikus és zoológus írta le 1887-ben, a Cinnyris nembe Cinnyris newtonii néven. Sorolták a Nectarinia nembe Nectarinia newtonii néven is.

## Előfordulása
São Tomé és Príncipe endemikus faja. Természetes élőhelyei a szubtrópusi és trópusi síkvidéki esőerdők, cserjések és száraz szavannák, valamint ültetvények és vidéki kertek. Állandó, nem vonuló faj.

## Megjelenése
Testhossza 11 centiméter, testtömege 6–9 gramm.
|  |

## Szaporodása
|  |

## Természetvédelmi helyzete
Az elterjedési területe kicsi, egyedszáma viszont stabil. A Természetvédelmi Világszövetség Vörös listáján nem fenyegetett fajként szerepel.